# Koshigaya

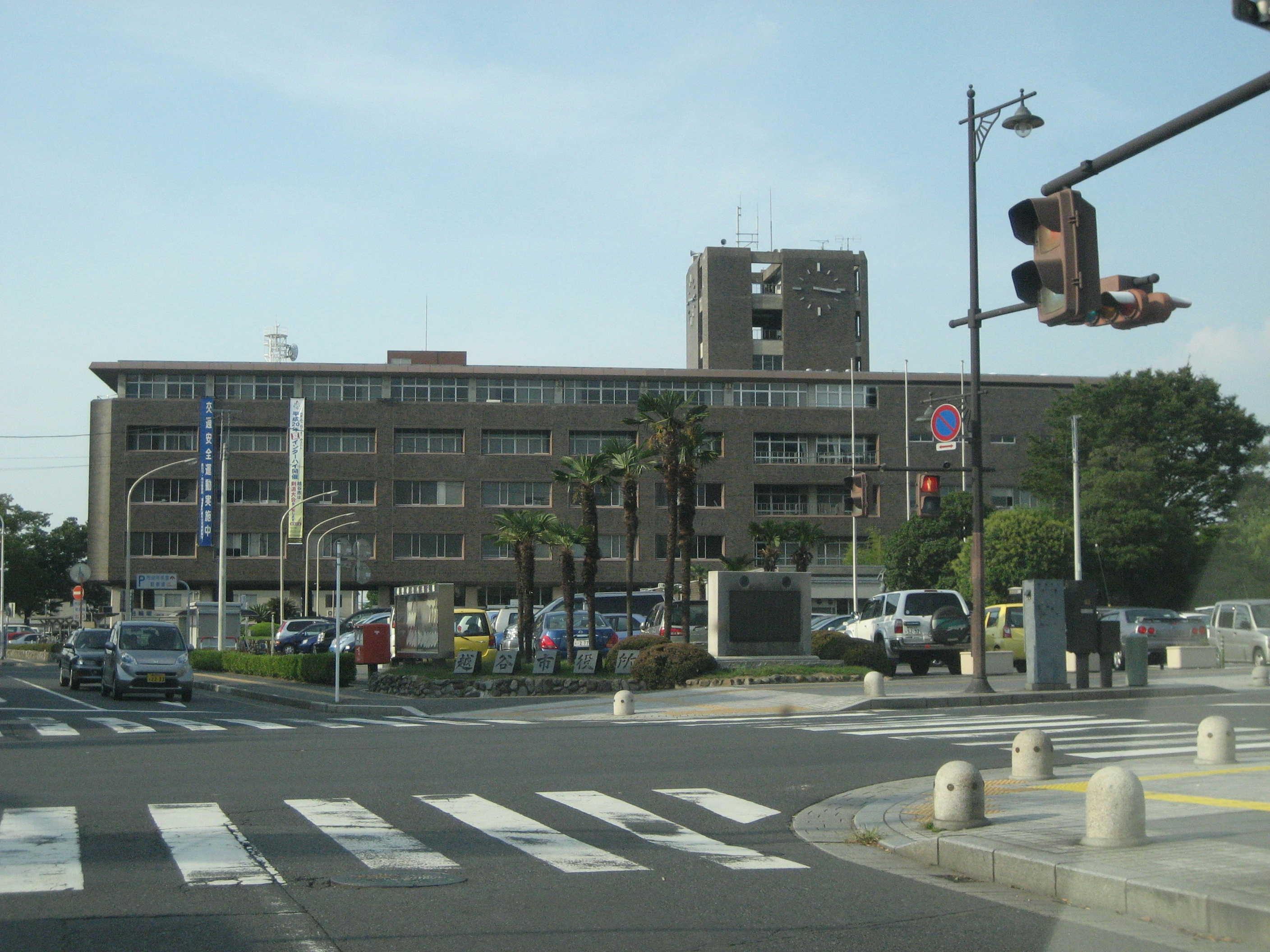
Ajuntment de Koshigaya

Koshigaya (越谷市, Koshigaya-shi) és una ciutat i municipi de la prefectura de Saitama, a la regió de Kantō, Japó. Koshigaya és el quart municipi més populós de la prefectura, un dels tres municipis amb consideració de ciutat nucli a Saitama i una ciutat dormitori de Tòquio i centre industrial.

## Geografia
El municipi de Koshigaya es troba localitzat a l'extrem oriental de la prefectura de Saitama, a aproximadament uns trenta quilòmetres de distància al nord del centre urbà de Tòquio i al costat de l'antic riu Ara (Moto-Arakawa). El terme municipal de Koshigaya limita amb els de Kasukabe al nord, amb Matsubushi i Yoshikawa a l'est, amb Sōka i Kawaguchi al sud i amb Saitama a l'oest.

## Història
Koshigaya-shuku va prosperar durant el període Edo com a posta als camins Nikkō Kaidō i Ōshū Kaidō, i la ciutat va servir de residència temporal del shōgun Tokugawa després del gran incendi de Meireki de 1657 que va destruir el castell d'Edo.
La ciutat moderna de Koshigaya (llavors escrita 越ヶ谷) es va crear dins del districte de Minami-Saitama, amb l'establiment del sistema de municipis l'1 d'abril de 1889. S'annexionava els pobles veïns d'Ozawa, Niikata, Sakurai, Obukuro, Ogishima, Dewa Gamo, Osagami i Masubayashi el 3 de novembre de 1954 i van canviar l'ortografia, passant el seu nom a la seva forma actual. Koshigaya es va annexionar el poble veí de Soka el 3 de novembre de 1955. Koshigaya va ser elevat a l'estatus de ciutat el 3 de novembre de 1958. Koshigaya va ser elevat a l'estatus de ciutat especial l'1 d'abril de 2003 i l'estatus de ciutat nucli l'1 d'abril de 2015.

## Administració

### Alcaldes
| #   | Alcalde              | Inici del mandat | Fi del mandat | Partit | Partit |
| I   | Tomoka Ōtsuka        | 1958             | 1970          |        | Ind    |
| II  | Hiraichirō Shimamura | 1970             | 1973          |        | Ind    |
| III | Shigeharu Kuroda     | 1973             | 1977          |        | Ind    |
| IV  | Shinichirō Shimamura | 1977             | 1997          |        | Ind    |
| V   | Fumio Itagawa        | 1997             | 2009          |        | Ind    |
| VI  | Tsutomu Takahashi    | 2009             | -             |        | Ind    |

## Demografia
| 1920    | 1930    | 1940    | 1950    | 1960   | 1970    | 1980    |
| ------- | ------- | ------- | ------- | ------ | ------- | ------- |
| ND      | ND      | ND      | ND      | 49.585 | 139.368 | 223.241 |
| 1990    | 2000    | 2010    | 2020    | 2030   | 2040    | 2050    |
| 285.259 | 308.307 | 326.423 | 346.861 | -      | -       | -       |

## Transport

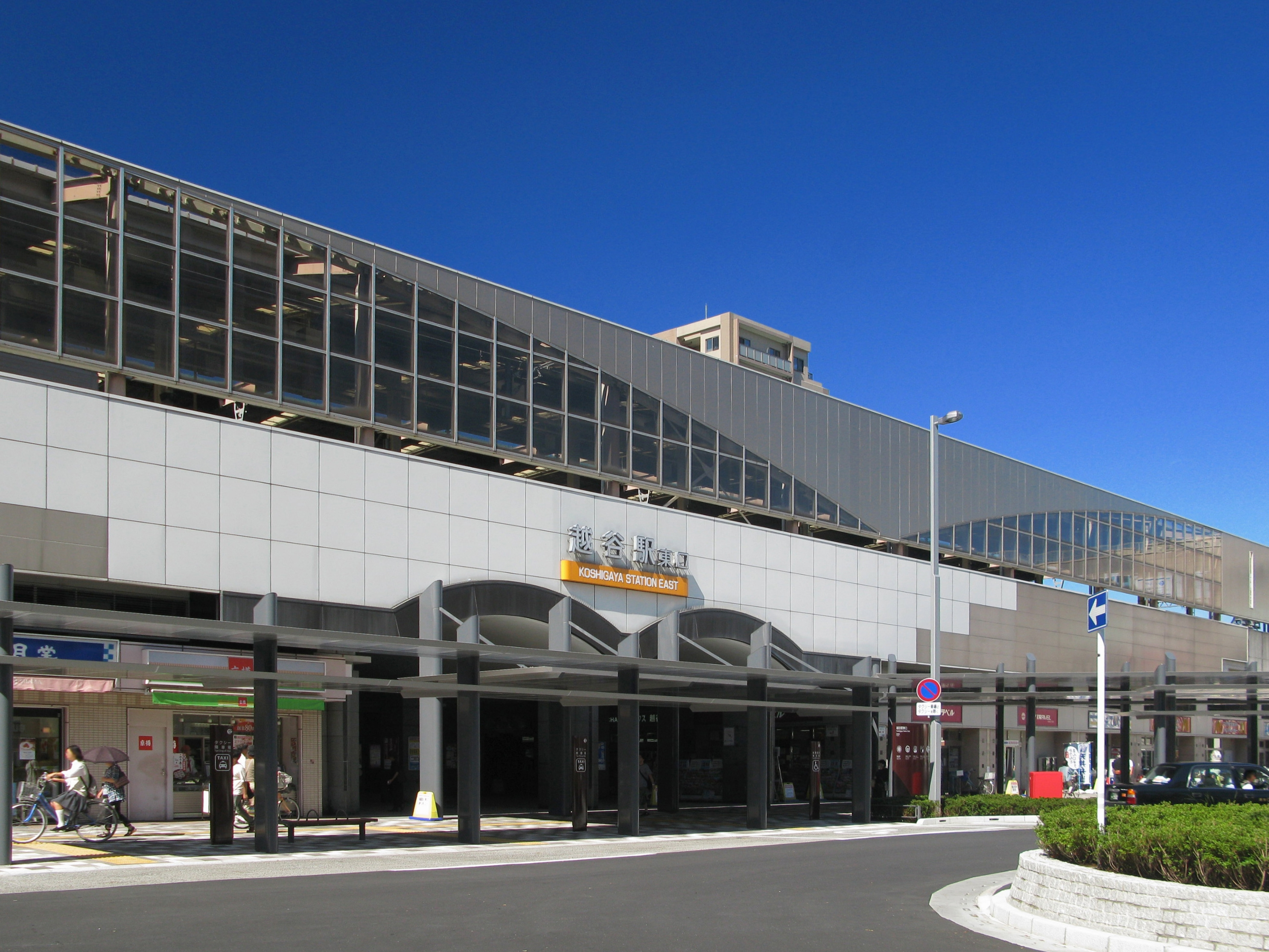
Accés est de l'estació de Koshigaya

### Ferrocarril
- Companyia de Ferrocarrils del Japó Oriental (JR East)
  - Minami-Koshigaya - Koshigaya-Laketown
- Ferrocarril Tōbu
  - Gamō - Shin-Koshigaya - Koshigaya - Kita-Koshigaya - Ōbukuro - Sengendai

### Carretera
- Nacional 4 - Nacional 463

## Agermanaments
- Campbelltown, Nova Gal·les del Sud, Austràlia.[3] (11 d'abril de 1984)